# 동해산타열차
동해산타열차는 영동선을 운행하는 한국철도공사의 관광열차다. 중부내륙순환열차로 운행하던 한국철도공사 200000호대 간선 전기 동차를 사용하며 운임도 O-Train 운행 시절과 동일하게 새마을호 특실 등급으로 운행하고 있다.

## 개요
기존에 중부내륙순환열차로 운행하던 한국철도공사 200000호대 간선 전기 동차를 재활용해 2020년 8월 19일부터 운행을 시작하였다. 매주 월요일, 화요일은 운행하지 않는다.

## 운행 구간
- 분천역 ~ 강릉역
  - 분천역 - 양원역 - 승부역 - 석포역 - 철암역 - 동백산역 - 도계역 - 신기역 - 동해역 - 묵호역 - 정동진역 - 강릉역